# Teslascopi
Teslascopi és el nom amb què es coneix un hipotètic aparell transceptor de senyals de ràdio, suposadament ideat pel científic serbo-estatunidenc Nikola Tesla, que permetria la comunicació amb formes de vida d'altres planetes. Tesla va esmentar la possibilitat de telecomunicacions interplanetàries en diversos dels seus escrits i intervencions públiques, però no hi ha cap prova que arribés a construir cap aparell d'aquestes característiques. El propi terme «teslascopi» és una creació posterior que Tesla no va emprar mai, i que apareix per primer cop en una fantasiosa biografia de l'inventor escrita el 1971 per l'escriptor New Age Arthur H. Matthews, titulada «The Wall of Light: Nikola Tesla and the Venusian Space Ship, the X-12».
El 1896, Tesla va esmentar la comunicació interplanetària com una possible aplicació de les seves descobertes en el camp de la propagació de les ones electromagnètiques, però sense fer referència a cap aparell en concret. Diversos experiments duts a terme al seu laboratori de Colorado Springs a partir del 1899 van convèncer Tesla que havia detectat senyals de vida intel·ligent en forma de senyals electromagnètiques procedents o bé de Venus o bé de Mart. Concretament, estava investigant l'electricitat atmosfèrica mitjançant la recentment inventada bobina Tesla quan va detectar senyals «incompatibles» amb activitat electromagnètica a l'atmosfera terrestre, i les va atribuir a senyals d'origen extraterrestre. Tot i així, no hi ha cap prova que aquests planetes posseeixin vida intel·ligent, i les observacions de Tesla són compatibles amb les senyals emeses per tempestes elèctriques a Júpiter, per exemple.

En motiu del seu setanta-cinquè aniversari, el 21 de juliol de 1931, la revista Time va publicar una entrevista amb l'inventor on va tornar a fer referència a la possibilitat de comunicació interplanetària:
[he concebut] una manera de fer possible que l'home transmeti grans quantitats d'energia, milers de cavalls de potència, d'un planeta a l'altre, independentment de la distància que els separi. Sóc del parer que no hi ha res més important que la comunicació interplanetària. Estic conveçut que tard o d'hora es farà realitat. I la certesa que hi ha altres éssers humans a l'univers, treballant, patint, esforçant-se tal com ho fem nosaltres, tindrà un efecte màgic en la humanitat i sentarà les bases d'una germandat universal que sobreviurà a la pròpia humanitat.
Malgrat la manca d'evidència que mai arribés a comunicar-se amb altres planetes o ni tan sols a crear cap «teslascopi», les freqüents al·lusions de Nikola Tesla a les seves experiències en aquest àmbit, juntament amb altres excentricitats, van contribuir a convertir-lo en una icona contra-cultural després de la seva mort.